# Glaukom
Glaukom, eller grön starr, är en ögonsjukdom som skadar synnerven i ögat och därmed ger gradvis sämre syn. Tidigare ansågs sjukdomen orsakas av förhöjt ögontryck. Senare har det dock konstaterats att glaukom kan förekomma även med normalt tryck i ögat, likaväl som ett förhöjt tryck kan föreligga utan att glaukomsjukdomen utvecklas.
Den vanligaste glaukomformen, primärt öppenvinkelglaukom, kännetecknas av en långsam förtvining av främst gangliecellerna i näthinnans nervfiberlager som löper ut genom synnerven. Detta leder till försämring av synfältet (vidvinkelseendet), och i vissa fall allvarlig synskada eller blindhet. Vid den mer ovanliga formen, trångvinkelglaukom, stiger trycket hastigt och ögat blir rött, värker, rinner och pupillen reagerar inte på ljus. På grund av tryckstegringen svullnar hornhinnan, vilket kan ge dimmig syn och färgade ringar runt ljuspunkter, så kallat halo-fenomen. Allmänsymptom som buksmärta, huvudvärk och illamående är då vanliga.

## Behandling
De nuvarande målen vid behandling av glaukom är att undvika glaukom- och nervskador och att bibehålla patienternas synfält och övergripande livskvalitet med minimala biverkningar. Detta kräver lämpliga diagnostiska metoder och efterföljande undersökningar, samt ett rimligt val av behandling för en viss patient. 
Forskning har visat att sjukdomsförloppet i många fall kan bromsas genom trycksänkande behandling både när trycket är förhöjt och när det ligger inom normalgränserna. Den vanligaste trycksänkande behandlingen är i form av ögondroppar, men i vissa fall kan även laserbehandling eller trycksänkande operation komma i fråga. En översikt över personer som har primär öppenvinkelglaukom och förhöjt tryck i ögat (intraokulär hypertoni) visade att läkemedelsbehandling som sänker trycket bromsar utvecklingen av synfältsförlust.
Vaskulärt flöde och neurodegenerativa teorier om glaukom optisk neuropati har föranlett studier av olika neuroprotektiva terapeutiska strategier, inklusive näringsföreningar, av vilka en del kan betraktas av läkare som säkra att använda nu, medan andra är på försök. Psykisk stress anses också vara en konsekvens och orsak till synförlust, vilket innebär att stresshanteringsträning, autogen träning och andra tekniker för att hantera stress kan vara till hjälp.
En systematisk översikt som har granskats och kommenterats av SBU visar att synfältet vid kroniskt trångvinkelglaukom kan bevaras bättre om linsen avlägsnas med operation än om tillståndet behandlas med laser.

## Etymologi
Ordet glaukom kommer från forngrekiska γλαύκωμα, som vanligtvis beskrev ögonfärg som inte var mörk (det vill säga blå, grön, ljusgrå). Ögon som beskrevs som γλαυκóς på grund av sjukdom kan ha haft en grå starr eller en grönaktig ton i pupillen som ibland ses vid glaukom med synfältsbegränsning (grön starr). 